# Miczuły
Miczuły (deutsch Mitschullen, 1938 bis 1945 Rochau (Ostpr.)) ist ein Dorf in der polnischen Woiwodschaft Ermland-Masuren, das zur Landgemeinde Banie Mazurskie (Benkheim) im Powiat Gołdapski (Kreis Goldap) gehört.

## Geographische Lage
Miczuły liegt im Nordosten der Woiwodschaft Ermland-Masuren an der Einmündung des Broszaitschen Kanals (polnisch Kanał Brożajcki) in die Goldap (Gołdapa), die er mit der Angerapp (Węgorapa) verbindet. Im Norden erstreckt sich der Skallische Forst (1938 bis 1945 Altheider Forst, polnisch Lasy Skaliskie). Die ehemalige Kreisstadt Angerburg (Węgorzewo) liegt 16 Kilometer westlich, die heutige Kreishauptstadt Gołdap (Goldap) 22 Kilometer nordöstlich.

## Geschichte
Die Gründung des damals Millulle genannten Dorfes erfolgte im Jahre 1558. In der Folgezeit führte der Ort Namen wie Mitzullen, Myelheim (vor 1785) bzw. Mitschullen (bis 1938). Es entwickelten sich sowohl eine Landgemeinde als auch ein Gutsbezirk mit verstreut liegenden kleinen Höfen und Gehöften. Zusammen wurden sie 1874 in den neu gebildeten Amtsbezirk Benkheim (polnisch Banie Mazurskie) eingegliedert, der bis 1945 bestand und zum Kreis Angerburg im Regierungsbezirk Gumbinnen der preußischen Provinz Ostpreußen gehörte. Noch vor 1908 wurde der Gutsbezirk Mitschullen in die Landgemeinde Mitschullen eingemeindet.
Im Jahr 1910 zählte das Gemeinwesen 165 Einwohner, im Jahr 1925 waren es noch 101. Am 30. September 1928 erfolgte die Eingemeindung der beiden Nachbardörfer Groß Sakautschen (1938 bis 1945: Großsackau, polnisch Zakałcze Wielkie) und Storchenberg (Wydutki), und die Einwohnerzahlen stiegen bis 1933 auf 276 und 1939 auf 301.
Am 3. Juni 1938 erfolgte aus ideologisch-politischen Gründen der Vermeidung fremdländisch klingender Ortsnamen die Umbenennung Mitschullens in „Rochau (Ostpr.)“.
In Kriegsfolge wurde das Dorf 1945 mit dem ganzen südlichen Ostpreußen Polen zugeordnet. Seither trägt es den Namen „Miczuły“. Es ist heute Sitz eines Schulzenamts (polnisch Sołectwo) im Verbund der Landgemeinde Banie Mazurskie, jetzt im Powiat Gołdapski, vor 1998 der Woiwodschaft Suwałki, seither der Woiwodschaft Ermland-Masuren zugehörig.

## Religionen
Kirchlich war Mitschullen vor 1945 in das evangelische Kirchspiel der Kirche in Benkheim, Kirchenkreis Angerburg in der Kirchenprovinz Ostpreußen der Kirche der Altpreußischen Union bzw. in die römisch-katholische Pfarrei Angerburg im Bistum Ermland eingepfarrt. 
Heute gehören die überwiegend katholischen Einwohner Miczułys zur neu errichteten Pfarrei in Banie Mazurskie, wobei das ehemalige evangelische Gotteshaus jetzt ihre Pfarrkirche ist. Sie gehört zum Dekanat Gołdap (Goldap)im Bistum Ełk (Lyck) der Katholischen Kirche in Polen. Die hier lebenden evangelischen Kirchenglieder gehören jetzt zur Kirchengemeinde in Gołdap, einer Filialgemeinde zu Suwałki in der Diözese Masuren der Evangelisch-Augsburgischen Kirche in Polen.

## Verkehr
Miczuły liegt an einer Nebenstraße, die von Banie Mazurskie (Benkheim) nach Mieduniszki Wielkie (Groß Medunischken, 1938 bis 1945 Großmedien) in das polnisch-russische Grenzgebiet verläuft. Eine Stichstraße zweigt nördlich von Banie Mazurskie in westlicher Richtung ab und führt direkt in den Ort. 
Die Bahnstrecke Angerburg–Goldap mit der in Benkheim nächstgelegenen Bahnstation ist seit Kriegsende 1945 außer Betrieb.